# Mohammed Salisu
Mohammed Salisu Abdul Karim (født 17. april 1999) er en ghanesisk professionel fodboldspiller, der spiller som midterforsvarer for Ligue 1-klubben AS Monaco og Ghanas landshold.